# Cezar Baltag
Cezar Baltag (Mălinești-Hotin, 1937. július 26. – Bukarest, 1997. május 26.) román költő, esszéista. A sztálinista „kultúra”, a proletkult bősz ellenzője, az egyik legfontosabb képviselője a második világháború utáni román költészeti generációnak Nichita Stănescu, Marin Sorescu, Ioan Alexandru, Adrian Păunescu mellett.

## Élete
A középiskolát Pitești-ben végezte el 1955-ben, 1960-ig pedig a Bukaresti Egyetem bölcsészettudományi karán tanult. Az egyetem után a Gazeta literară című lapnál lett szerkesztő 1960 és 1968 között, majd 1968 és 1974 között főszerkesztő a Luceafărulnál. Aztán a Viața românească című folyóiratot szerkesztette. 1960-ban debütált Comuna de aur című verseskötetével, amely a proletkult időszak elleni kritikai alkotása.

## Válogatott művei

### Versei
- Vis planetar (1962)
- Răsfrângeri (1966)
- Monada (1968)
- Odihnă în țipăt (1969)
- Șah orb (1970)
- Madona din dud (1973)
- Unicorn în oglindă (1975)
- Poeme (1981)
- Dialog la mal (1985)
- Euridice și umbra (1988)
- Chemarea numelui (1995)
- Ochii tăcerii (1996)

### Egyéb művei
- Paradoxul semnelor, esszé (1996)
- Mircea Eliadénak címezte a franciából fordított Istoria credințelor și ideilor religioase és Dicționar al religiilor című műveit

## Magyarul
- Egyszarvú a tükörben. Versek; ford. Király László; Kriterion, Bukarest, 1984 (Román költők)

## Fordítás
- Ez a szócikk részben vagy egészben  a   Cezar Baltag című román Wikipédia-szócikk ezen változatának fordításán alapul.  Az eredeti cikk szerkesztőit annak laptörténete sorolja fel. Ez a jelzés csupán a megfogalmazás eredetét és a szerzői jogokat jelzi, nem szolgál a cikkben szereplő információk forrásmegjelöléseként.